# Campeonato Uruguayo de Primera División 1964
El Campeonato Uruguayo 1964 fue el 60° torneo de Primera División del fútbol uruguayo, correspondiente al año 1964. Contó con la participación de 10 equipos, los cuales se enfrentaron en sistema de todos contra todos a dos ruedas.
El campeón fue el Club Atlético Peñarol, quien se consagró de forma invicta y que clasificó a la Copa Libertadores 1965.
El Colón Fútbol Club ascendió a la Primera División para el año 1965 tras ser campeón del Torneo de la Divisional B mientras que Defensor descendió de categoría para 1965.

## Participantes

### Ascensos y descensos
| Equipo      | Ascendido como                      |
| ----------- | ----------------------------------- |
| Sud América | Campeón de la Segunda División 1963 |

| Equipo    | Descendido como           |
| --------- | ------------------------- |
| Liverpool | 10° Primera División 1963 |

## Campeonato

### Tabla de posiciones
| Pos. | Equipo               | PJ | PG | PE | PP | GF | GC | Dif. | Pts. |
| ---- | -------------------- | -- | -- | -- | -- | -- | -- | ---- | ---- |
| 1º   | Peñarol              | 18 | 16 | 2  | 0  | 42 | 11 | +31  | 34   |
| 2º   | Rampla Juniors       | 18 | 9  | 4  | 5  | 35 | 24 | +11  | 22   |
| 3º   | Nacional             | 18 | 9  | 3  | 6  | 29 | 20 | +9   | 21   |
| 4º   | Montevideo Wanderers | 18 | 7  | 7  | 4  | 26 | 22 | +4   | 21   |
| 5º   | Cerro                | 18 | 7  | 5  | 6  | 22 | 20 | +2   | 19   |
| 6º   | Sud América          | 18 | 7  | 4  | 7  | 25 | 27 | -2   | 18   |
| 7º   | Danubio              | 18 | 4  | 5  | 9  | 25 | 39 | -14  | 13   |
| 8º   | Defensor             | 18 | 3  | 6  | 9  | 16 | 26 | -10  | 12   |
| 9º   | Racing               | 18 | 3  | 4  | 11 | 16 | 30 | -14  | 10   |
| 10º  | Fénix                | 18 | 3  | 4  | 11 | 18 | 35 | -17  | 10   |

|  | Campeón Uruguayo.             |
|  | Desciende a Segunda División. |

|                                                   |
| Uruguay                                           |
| Campeón Uruguayo 1964 Peñarol 26.to título de AUF |

### Equipos clasificados

#### Copa Libertadores 1965
|   | Equipo  | Clasificación como            |
| - | ------- | ----------------------------- |
| 1 | Peñarol | Campeón Primera División 1964 |

### Fixture
| Defensor       | 1–0 | Fénix                |
| Nacional       | 2–1 | Danubio              |
| Peñarol        | 1–0 | Cerro                |
| Racing         | 1–1 | Sud América          |
| Rampla Juniors | 2–1 | Montevideo Wanderers |

| Rampla Juniors       | 1–1 | Cerro       |
| Danubio              | 2–0 | Fénix       |
| Nacional             | 3–0 | Racing      |
| Peñarol              | 2–0 | Sud América |
| Montevideo Wanderers | 1–0 | Defensor    |

| Cerro    | 4–2 | Danubio              |
| Defensor | 2–1 | Racing               |
| Fénix    | 0–0 | Sud América          |
| Nacional | 1–0 | Rampla Juniors       |
| Peñarol  | 2–1 | Montevideo Wanderers |

| Cerro       | 1–0 | Racing               |
| Danubio     | 2–2 | Rampla Juniors       |
| Nacional    | 3–2 | Defensor             |
| Peñarol     | 5–0 | Fénix                |
| Sud América | 3–3 | Montevideo Wanderers |

| Cerro       | 0–0 | Defensor             |
| Fénix       | 3–1 | Racing               |
| Nacional    | 0–0 | Montevideo Wanderers |
| Peñarol     | 4–2 | Rampla Juniors       |
| Sud América | 3–1 | Danubio              |

| Danubio              | 2–2 | Racing      |
| Nacional             | 3–0 | Fénix       |
| Peñarol              | 2–1 | Defensor    |
| Rampla Juniors       | 3–1 | Sud América |
| Montevideo Wanderers | 3–1 | Cerro       |

| Fénix          | 0–0 | Montevideo Wanderers |
| Nacional       | 1–0 | Cerro                |
| Peñarol        | 6–2 | Danubio              |
| Rampla Juniors | 3–0 | Racing               |
| Sud América    | 3–2 | Defensor             |

| Cerro                | 2–0 | Sud América |
| Danubio              | 1–0 | Defensor    |
| Peñarol              | 2–1 | Nacional    |
| Rampla Juniors       | 3–2 | Fénix       |
| Montevideo Wanderers | 1–0 | Racing      |

| Cerro       | 3–0 | Fénix                |
| Danubio     | 1–1 | Montevideo Wanderers |
| Defensor    | 0–0 | Rampla Juniors       |
| Peñarol     | 0–0 | Racing               |
| Sud América | 1–0 | Nacional             |

| Danubio              | 2–2 | Nacional       |
| Defensor             | 1–1 | Fénix          |
| Peñarol              | 2–0 | Cerro          |
| Sud América          | 1–0 | Racing         |
| Montevideo Wanderers | 4–3 | Rampla Juniors |

| Cerro    | 2–2 | Rampla Juniors       |
| Danubio  | 2–1 | Fénix                |
| Defensor | 1–1 | Montevideo Wanderers |
| Nacional | 2–2 | Racing               |
| Peñarol  | 1–0 | Sud América          |

| Cerro          | 3–1 | Danubio              |
| Defensor       | 1–0 | Racing               |
| Peñarol        | 1–1 | Montevideo Wanderers |
| Rampla Juniors | 1–0 | Nacional             |
| Sud América    | 4–2 | Fénix                |

| Cerro          | 2–1 | Racing               |
| Nacional       | 2–0 | Defensor             |
| Peñarol        | 1–0 | Fénix                |
| Rampla Juniors | 4–1 | Danubio              |
| Sud América    | 3–1 | Montevideo Wanderers |

| Cerro                | 1–1 | Defensor       |
| Danubio              | 2–0 | Sud América    |
| Peñarol              | 2–1 | Rampla Juniors |
| Racing               | 2–1 | Fénix          |
| Montevideo Wanderers | 1–0 | Nacional       |

| Cerro          | 1–0 | Montevideo Wanderers |
| Fénix          | 4–3 | Nacional             |
| Peñarol        | 3–1 | Defensor             |
| Racing         | 3–2 | Danubio              |
| Rampla Juniors | 3–0 | Sud América          |

| Fénix       | 3–3 | Montevideo Wanderers |
| Nacional    | 3–0 | Cerro                |
| Peñarol     | 4–0 | Danubio              |
| Racing      | 1–0 | Rampla Juniors       |
| Sud América | 2–0 | Defensor             |

| Cerro                | 1–1 | Sud América |
| Danubio              | 1–1 | Defensor    |
| Peñarol              | 2–0 | Nacional    |
| Rampla Juniors       | 1–0 | Fénix       |
| Montevideo Wanderers | 3–1 | Racing      |

| Fénix                | 1–0 | Cerro       |
| Nacional             | 3–2 | Sud América |
| Peñarol              | 2–1 | Racing      |
| Rampla Juniors       | 4–2 | Defensor    |
| Montevideo Wanderers | 1–0 | Danubio     |

## Tabla del descenso
El recién ascendido Sud América, quien duplicaba los puntos, logró hacer una buena temporada y terminó en el quinto lugar de la tabla del descenso.
Por otra parte, el equipo de Defensor descendió a la Divisional B del año siguiente, posicionándose último en la tabla.
| Pos. | Equipo               | Pts. 1963 | Pts. 1964 | Total |
| ---- | -------------------- | --------- | --------- | ----- |
| 1º   | Peñarol              | 30        | 34        | 64    |
| 2º   | Nacional             | 31        | 21        | 52    |
| 3º   | Montevideo Wanderers | 21        | 21        | 42    |
| 4º   | Rampla Juniors       | 16        | 22        | 38    |
| 5º   | Sud América          | 1a B      | 18        | 36    |
| 6º   | Cerro                | 13        | 19        | 32    |
| 7º   | Danubio              | 16        | 13        | 29    |
| 8º   | Fénix                | 19        | 10        | 29    |
| 9º   | Racing               | 18        | 10        | 28    |
| 10º  | Defensor             | 8         | 12        | 20    |